# 丹尼尔·佩雷茨
丹尼尔·佩雷茨（希伯來語：דניאל פרץ，羅馬化：Daniel Peretz，/dɑːˈnɪɛl pɛrˈrɛts/ d-AHN-iel PERR-rets；2000年7月10日—）是一位以色列足球运动员，于场上司职守门员，自2023-24赛季起效力于德甲俱乐部拜仁慕尼黑。現時被外借至德甲俱乐部漢堡，并代表以色列國家男子足球隊参加国际比赛。

## 个人生活
佩雷茨出生并成长于特拉维夫的一个以色列家庭，这个家庭既有塞法迪犹太人和米兹拉希犹太人的血统，也有阿什肯纳兹犹太人（德国犹太人）的血统。他是特拉维夫马卡比青训营毕业生丹·格莱泽及其双胞胎弟弟塔米尔（Tamir）和阿米特（Amit）的表弟，后三者都曾入选以色列国家足球队。
得益于自身的阿什肯纳兹犹太人（德国犹太人）血统，佩雷茨还持有德国护照，这使他更容易跻身某些欧洲足球联赛。
自2023年7月28日起，他与以色列歌手兼女演员诺亚·基雷尔保持交往。

## 俱乐部生涯

### 特拉维夫马卡比
佩雷茨自6岁起便加入了家乡俱乐部特拉维夫马卡比的青训营，至十二年后晋身职业队。由于在职业队初期有长达两个月的时间没有获得比赛机会，他遂于2019-20赛季被租借至贝尔塔特拉维夫巴特亚姆。佩雷茨为该队在以色列足球甲级联赛出场32次，并射入2球。随后他回到特拉维夫马卡比，并于2020年8月22日在以色列托托杯以2比0战胜贝内萨赫宁的决赛中代表该队首次亮相。但他在2020-21赛季的大部分时间内仍然只能枯坐冷板凳，直至2021年9月12日与俱乐部签订一份期至2024年届满的合同。
在2021-22赛季欧洲协会联赛完成欧战首秀后，佩雷茨成为特拉维夫马卡比的首发门将，帮助球队从预选赛第二圈一路跻身分组赛阶段，特拉维夫马卡比最终以第二名身份出线，进而在对阵荷兰埃因霍温的淘汰圈附加赛中，以客场0比1、主场1比1的成绩遭淘汰。2022年8月18日，在2022-23赛季欧洲协会联赛外围附加赛首回合对阵法国尼斯的比赛中，佩雷茨因保持零封的表现而得到赞扬，帮助球队主场1比0获胜。

### 拜仁慕尼黑
2023年8月24日，特拉维夫马卡比宣布已与德甲俱乐部拜仁慕尼黑就出售佩雷茨的条款达成一致。完成体检后，这位以色列球员于8月25日与拜仁慕尼黑签订了一份为期五年的合同，并身披18号球衣。转会费估计约为500万欧元。

## 国家队生涯
佩雷茨自2016年起成为以色列青年国脚，曾入选17岁至21岁以下的各年龄组国青队，现担任以色列U21队的主力门将。他于2016年9月13日首次参加国际比赛，代表以色列U17在耶拿以1比3不敌德国的友谊赛中披挂上阵。
2021年9月2日至2022年9月27日，佩雷茨代表以色列U21参加了欧洲青年足球锦标赛预选赛的全部六场分组赛和两场淘汰赛。其中在对阵爱尔兰的淘汰赛次回合中，双方鏖战至点球大战，佩雷茨接连扑出三个点球并亲自主罚中的，帮助以色列晋身决赛圈。至2023年欧洲U-21足球锦标赛决赛圈时，他又参加了本队的全部五场比赛，包括对阵德国扑出两个点球、并被授予全场最佳球员的揭幕战，以及对阵格鲁吉亚被拖入点球大战、同样扑出对方射门的四分之一决赛，帮助以色列最终名列四强。 
佩雷茨于2021年10月4日首次获得国家队主教练阿隆·哈桑的征召，入选以色列成年组国家队备战对阵苏格兰和摩尔多瓦的2022年世界杯欧洲区预选赛。2022年11月20日，他在对阵塞浦路斯的友谊赛中首次代表以色列成年队出场，但球队最终在主场以2比3告负。